# إيغناك راب
إيغناك راب (بالتشيكية: Ignác Raab)‏ هو رسام تشيكي، ولد في 5 سبتمبر 1715 في Nechanice ‏ في التشيك، وتوفي في 2 فبراير 1787 في Velehrad ‏ في التشيك.